# Capicola

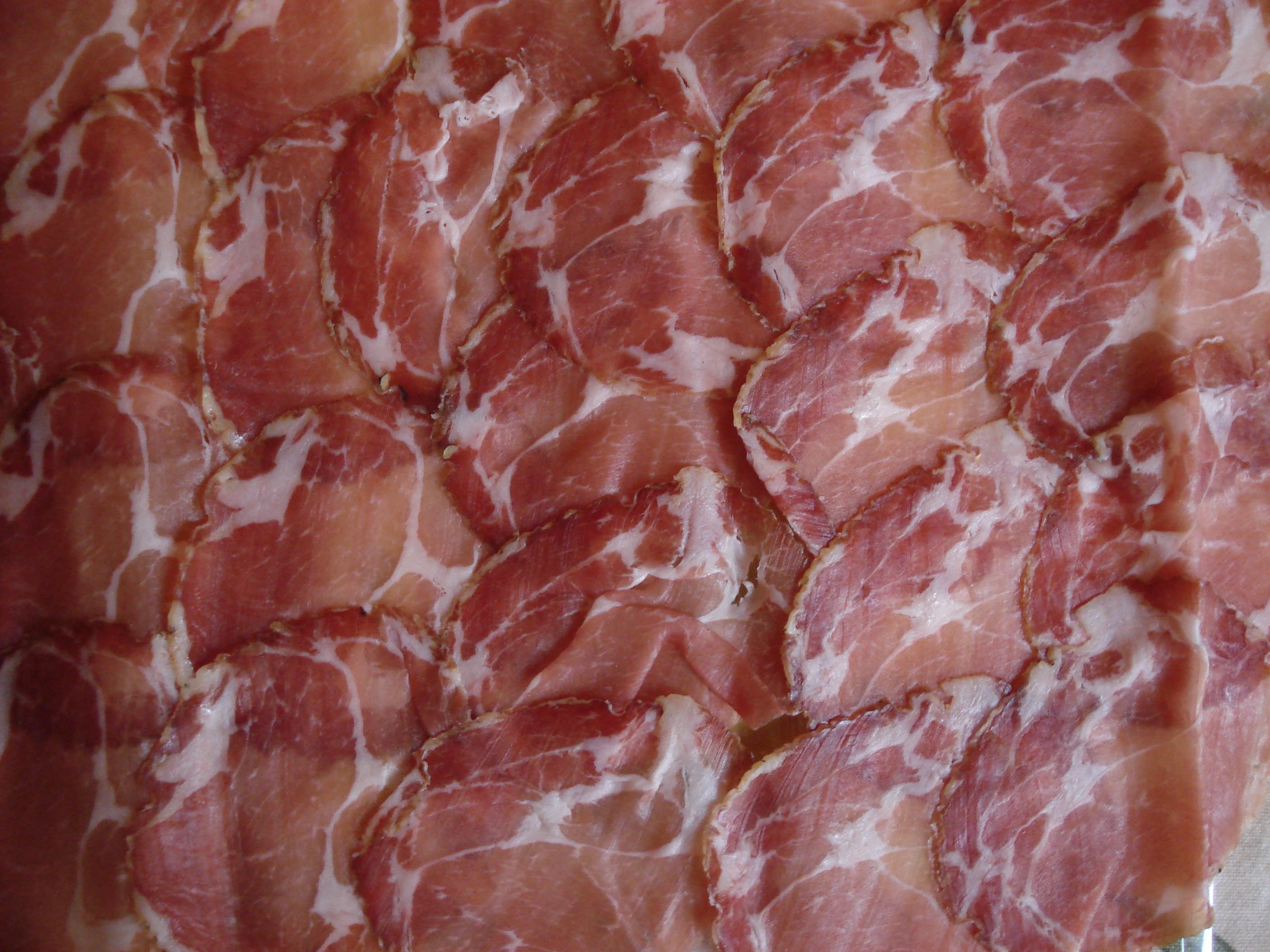
Capicola dulce cortada.

La capicola o capocollo (del latín caput = cabeza y collum = cuello, o cabeza y cuello), también llamada coppa, es un fiambre hecho  de la cabeza de la paletilla o del cuello de cerdo curado entero.
Es tradicional en varias regiones de Italia así como en la isla francesa de Córcega y en el súr de Suiza (Grisones y Tesino).

## Elaboración y uso
Para elaborarlo, la capicola se condimenta ligeramente primero, a menudo con vino tinto y a veces con blanco, ajo y diversas hierbas y especias, que dependen de la región. La carne se cura con sal (y se frota tradicionalmente) y se embute en tripa natural, colgándose hasta 6 meses para que se cure. Las diferencias de sabor también puede depender del tipo de madera usado para ahumar, así como a la raza de cerdo elegida. Como puede verse, es esencialmente el equivalente de cerdo de la bresaola, hecha con ternera curada y secada al aire. También hay una versión menos común que se cocina, llamada coppa cotta (‘nuca cocida’).
La capicola es apreciado por su sabor delicado y textura tierna y jugosa, siendo a menudo más cara que la mayoría de los demás fiambres. En muchos países se vende a menudo como receta gourmet. Suele cortarse fino para usarse como antipasto o sándwiches como la muffuletta, el submarino y el panino, así como en algunas pizzas tradicionales italiana.

## Popularidad y estatus oficial

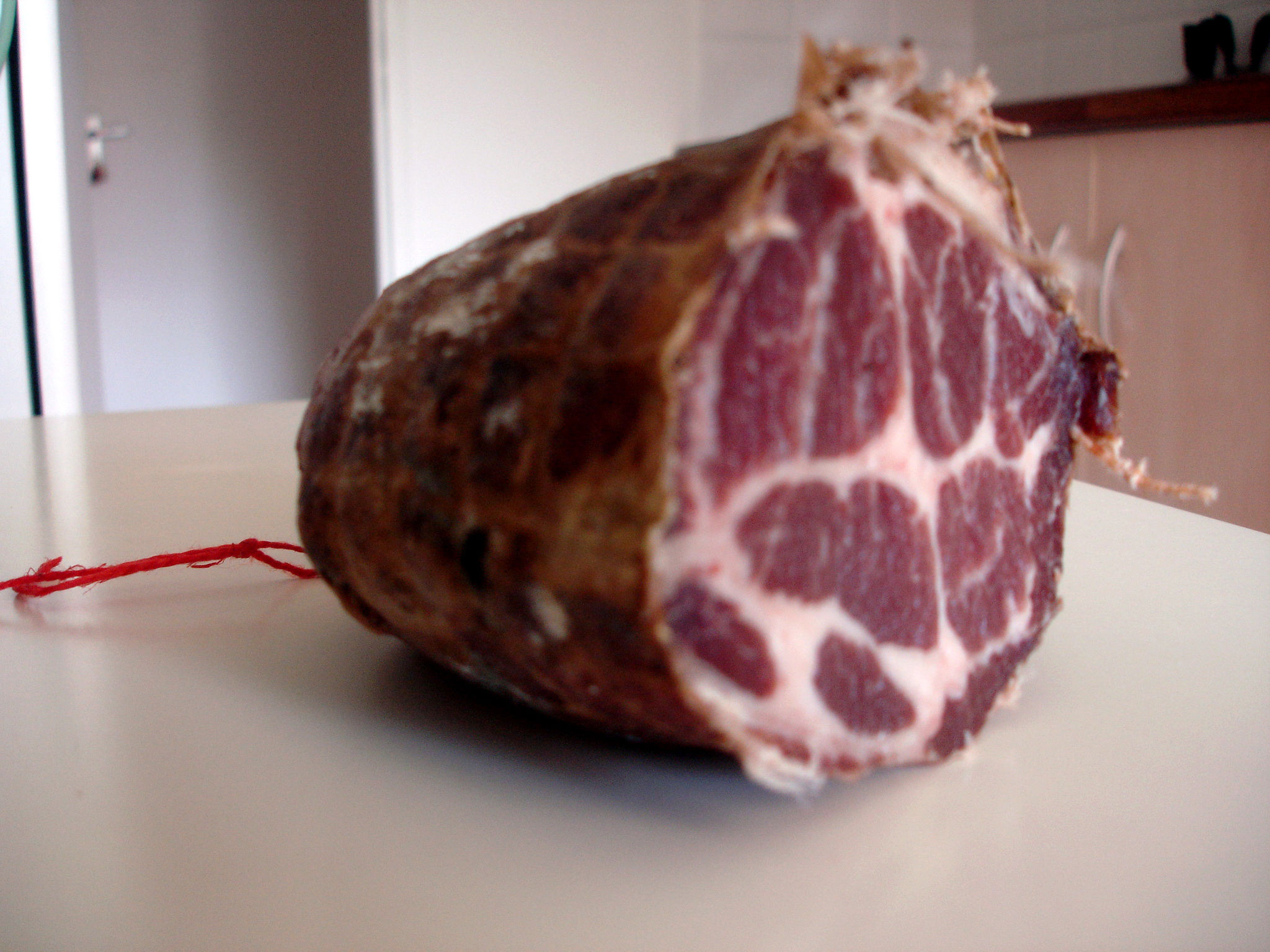
Un trozo de Coppa Spécialité Corse. Una cantidad equilibrada de tocino es importante para el sabor y la blandura.

La coppa es un plato típico de la ciudad de Piacenza, y es popular en las regiones de Suiza fronterizas con Italia, y en la isla francesa de Córcega. También era poco conocida fuera de las zonas de Estados Unidos con fuerte población de ascendencia italiana, pero se han popularizado al parecer en distintas películas y series de televisión. En Argentina y Uruguay es muy popular, conocida bajo el nombre de bondiola.
Tres variedades concretas, la Coppa Piacentina y el Capocollo di Calabria italianas, y la Coppa de Corse francesa tienen el estatus de Denominación de Origen Protegida bajo la política agrícola común de la Unión Europea, que asegura que solo los productos genuinamente originarios de esas regiones pueden comercializarse como tales.
En Italia hay cuatro regiones adicionales que producen capocollo no protegido por la legislación europea pero designado prodotto agroalimentare tradizionale por el Ministerio de Agricultura, Alimentación y Política Forestal italiano:
- Capocollo di Basilicata
- Capocollo di Lazio
- Capocollo tipico senese (finocchiata), de la Toscana
- Capocollo di Umbria